# Kreis Dithmarschen
Kreis Dithmarschen (dansk Ditmarsken) er en tysk kreis i delstaten Slesvig-Holsten. Den holstenske kreis er afgrænset af Elben i syd, Kielerkanalen i øst, Ejderen i nord samt Nordsøen mod vest. Hovedbyen er Heide.
Ditmarsken er præget af marsklandskabet, som udgør den vestlige halvdel af området ud mod Nordsøen.

## Geografi
Ditmarsken ligger ved på Nordsø-kysten. Det er afgrænset af floderne Elben i syd og mundingen af Eideren i nord. I dag ligger de østlige og sydøstlige dele som en kunstig ø, afgrænset af Eideren i nord, og Kielerkanalen i både øst og sydøst. Det er et relativt fladt kulturlandskab, som en gang var fuldt af diger og sumpe.
I nord grænser Ditmarsken til Nordfriesland og Kreis Slesvig-Flensborg, i øst til Kreis Rendsborg-Egernførde, og i sydøst til Kreis Steinburg.
Grænserne på land har ikke forandret sig meget siden Karl den Stores tid. Opdæmninger og bygning af diger har dog næsten fordoblet Ditmarskens størrelse, efter at mere land er blevet indvundet fra havet.
Distriktet har en maksimal nord–syd-længde på 54 km og en øst–vest-længde på 41 km. Det højeste punkt ligger nær Schrum og ligger 78 m over havet. Det laveste punkt ligger nær Burg og ligger 0,5 meter under havniveau.
To større floder flyder gennem det flade landskab; Ejderen og Elben. Ejderen danner en naturlig grænse mod de tilgrænsende kredse i nord, Elben danner en naturlig grænse mod Niedersachsen i syd.
Vigtige byer i Slesvig-Holsten er Hamborg og Itzehoe i syd, Husum i nord, og Kiel og Rendsborg i øst. Hovedvejene og jernbanen går i Slesvig-Holsten i en retning fra nord til syd, hvilket gør Hamborg til den mest tilgængelige by uden for distriktet.

### Natur
Marsklandskabet er typisk for store dele af Ditmarsken. Marsklandskabet er en særegen type kystlandskab, hvor store områder oversvømmes ved højvande. Når vandet trækker sig tilbage, efterlades slampartikler, og derved hæves landets overflade. Marsklandskabet er frugtbart. Diger er mange steder bygget op for at forhindre ukontrollerede oversvømmelser ved springflod. Marsklandskabet dækker især store arealer på Nordsø-kysten af Tyskland, Nederland og den sydlige del af Jylland i Danmark.
Selv om det findes skov på gesten, vokser de fleste træer i Ditmarsken i åbent landskab og fungerer som værneskov ved huse og landsbyer. En typisk løsning er lange rækker med træer. Stærk vind præger landskabet i Ditmarsken.
I Ditmarsken er det flere moser. "Weißes Moor" (Hvidemose) er den eneste mose i Slesvig-Holsten, som til en vis grad fortsat har sin naturlige form intakt.
Trischen, Tertius og Blauort er tre sandbanker lige ud for kysten. De er tre af blot nogen få tilbageværende på den tyske kyst og udgør vigtige tilholdssteder for søfugle og sæler. Efter flere mislykkede forsøg i 1930-erne på at gøre sandbankerne beboelige for mennesker, er de nu dele af en nationalpark, der er lukket for mennesker. Mange fugle har også tilholdssted i de våde græsmarker i Ejder–Treene-dalen.

## Historie
Ditmarsken var fra gammel tid ét af de fire "landskaber", som senere kom til at udgøre hertugdømmet Holsten. Det var beboet af dels saksere, som for hovedpartens vedkommende var frie bønder, det vil sige ikke livegne eller på anden måde underlagt herremænd, som det var tilfældet i det øvrige Holsten, dels af frisere, som tidligt i middelalderen havde bosat sig i grænseområderne mellem marsken og gesten.
Ditmarsken hørte fra 1. halvdel af 10. århundrede under greverne af Stade, men kom noget over et århundrede efter ind under ærkebisperne af Bremen. I Kong Valdemars Jordebog fra 1231 nævnes, at:
"Disse ejendomme købte kong Valdemar II (Valdemar Sejr) i Ditmarsken af abbed Herman i Hærseuld  for 200 mark sølv på "det almindelige ting (Ditmarsken landsting): I Ciuængehusæ 2 hufe, i Heem 3 hufe, i Crembøl 3 hufe. Ovenfor Ulra ½ bol. I Uluersum 5 hufe, fradraget 1 jardæ. I Melsword 2 hufe. I Ysmædowæ 2½ hufe. I Ændebytæl og Metæs 2½ hufe og ½ jarde. I Tharnword 1½ hufe. I Flede 1½ hufe. I Læ ½ hufe. I Gardæsflyt 1 hufe. I Hunsbytæl og Flette 1 hufe og 1 jarde. I herrens år 1217."
Ved slutningen af 12. århundrede kom det under Danmarks herredømme, men efter slaget ved Bornhøved 1227, hvor ditmarskernes forræderi skal have gjort udslaget, løsrev det sig fra Danmark og udgjorde fra nu af under Ærkebispedømmet Bremens overherredømme en slags bonderepublik, der helt uafhængig styrede sine anliggender med en forsamling, der bestod af alle fri grundejere og fogeder, senere (fra 1447) et af folket valgt råd på 48 mand, som mødtes på byen Heides markedsplads. De var folkets repræsentanter, afsagde domme og havde dermed indflydelse på bøndernes og fællesskabets liv i den lille bonderepublik.
De holstenske grever gjorde flere gange forgæves forsøg på at erobre landet: Gerhard den Store led et alvorligt nederlag 1320, og Gerhard VI faldt i 1404 på et tog mod Ditmarsken.

### Ditmarsken forenes med Holsten 1474
I længden kunne de tapre bønder dog ikke bevare deres uafhængighed, og det blev de danske konger, som fik underkuet dem. Da kejser Frederik 3. i 1474 ophøjede Holsten med Stormarn til hertugdømme, indlemmede han også Dithmarsken i det. Ditmarskerne protesterede kraftigt mod at blive en del af hertugdømmet, og foreløbig blev der dog ikke fra dansk side foretaget noget for at undertvinge det, idet paven holdt sin hånd over det som hørende til Ærkebispedømmet Bremen.

### Toget til Ditmarsken 1500
Christian 1.s sønner, kong Hans og hertug Frederik (den senere Frederik 1.), ville imidlertid gøre deres rettigheder gældende med våbenmagt og fandt en villig støtte i det slesvig-holstenske ridderskab, som nok ville tage hævn for de tidligere nederlag. Med en stor hær, hvis kerne bestod af den saksiske garde, drog de ind i Ditmarsken i februar 1500, men sejren, hvorpå de overmodige herrer var så visse over for de udisciplinerede bønder, blev til et forsmædeligt nederlag, idet omkring tusind ditmarskere under anførsel af Wolf Isebrandt standsede hæren under dens fremrykning mod Heide i nærheden af Hemmingstedt og ved skansen Dusend-Düvels-Werf i Slaget ved Hemmingstedt den 17. februar 1500 aldeles ødelagde den. Nederlaget blev så meget frygteligere, da ditmarskerne åbnede sluserne, hvorved flere tusinde druknede. Kernen af den holstenske adel blev tilbage på valpladsen; det var med nød og næppe, at kong Hans og hans broder slap bort. Danskerne mistede Dannebrog, som de havde bragt med sig, og ditmarskerne gjorde et stort bytte efter de rige, festligt smykkede herrer. Ditmarsken havde endnu en gang værget sin uafhængighed.

### Ditmarsken undertvinges
Reformationen bragte indre uroligheder i Ditmarsken, og faren udefra blev stadig mere truende, da Christian 3.s broder, hertug Adolf af Slesvig-Holsten-Gottorp var opsat på at undertvinge de trodsige bønder. Forgæves havde han opfordret Christian 3. til at tage del i toget. Da denne 1559 var død, besluttede han sig til at foretage det på egen hånd, men den danske statholder i Hertugdømmerne, Henrik Rantzau, røbede planen for Frederik 2., som, tillige med sin broder Hans, således blev parthaver i toget. Med en hær på 20.000 Mand under anførsel af den gamle Johan Rantzau og Holger Ottesen Rosenkrantz rykkede fyrsterne ind i Ditmarsken, som efter tapper modstand måtte overgive sig i juni 1559. De tre fyrster delte landet mellem sig landskabet blev delt imellem kongen og de holstenske hertuger således, at kongen fik den sydlige del med Meldorf som hovedby (Süderdithmarschen) og hertugerne den nordlige del med Heide som hovedby (Norderdithmarschen), men Ditmarsken fik dog lov at beholde sin forfatning, og det blev ved med at beholde sine egne embedsmænd, lige som det i lang tid bevarede sit særpræg: folkets gamle skikke og nationaldragt holdt sig endog til dels til begyndelsen af det 20. århundrede. Efter Hans’ Død 1581 fulgte en ny deling, idet den nordlige del med hovedbyen Heide tilfaldt hertug Adolf, og den sydlige del med hovedbyen Meldorf kom under den danske konge.

### Det oldenborgske mageskifte 1773
Ved det oldenborgske mageskifte 1773 kom hele Ditmarsken ind under den danske krone og forblev der indtil 1864.

### Besat af Preussen fra 1864
I 1864 blev hertugdømmerne afstået af Danmark til Preussen og Østrig-Ungarn, og fra 1867 blev landskabet sammen med det øvrige Holsten samt hertugdømmet Slesvig blev en provins i kongeriget Preussen, som omgående fjernede ditmarskernes selvstyre.

## Befolkningsudvikling
Indbyggertallets udvikling siden 1939:
- 1939:   98.000
- 1950: 175.000
- 1961: 129.000
- 1970: 133.000
- 1987: 127.000
- 2002: 137.000
- 2008: 136.216

Landvinding og bedre levevilkår har gjort sit til, at flere kan bo i Ditmarsken.

## Erhverv
Ditmarsken er et meget frugtbart område og er stadig for størstedelen landbrugsland. Der dyrkes korn, kartofler og grøntsager, især store mængder kål. Der er fundet olie i området, og syd for Heide er anlagt et stort olieraffinaderi.

## Administrativ inddeling
Næsten alle kommuner i Ditmarsken tilhører et amt. De to største byer i Ditmarsken er Heide og Brunsbüttel, og disse er amtsfrie byer, hvilket gør, at de hører direkte under kredsen. Selv i dag følger det decentraliserede Ditmarsken det gamle princip om, at hver landsby skal udgøre sin egen kommune, hvilket fører til store uligheder i indbyggertal og areal, se fx Heide og Brunsbüttel over for Marnerdeich og Bergewöhrden. Gennemsnitligt er kommunerne i Ditmarsken mindre end andre steder i Tyskland, både i areal og indbyggertal.
De største forandringer i sammensætningen af kommuner og amter skete i henholdsvis 1970 og 2008. I 1970 blev Nord- og Sydditmarsken slået sammen til vore dages Ditmarsken kreds. Samtidig blev flere amter, som da var baserede på de gamle kirkesogne, Amt Kirchspielslandgemeinden («Amt KLG»), slået sammen til noget større amter. De nye amter fulgte fortsat det gamle princip om kirkesogne, og således var Ditmarsken i 1970 den eneste kreds i Tyskland, som fortsat kaldte sine amter for «Amt KLG». Fra 1970 var der 12 amter i kredsen. De fleste kommuner havde været selvstændige siden Weimarrepublikken, således at den største forandring i dette i 1970 blev, at kommunen Sankt Michaelisdonn blev oprettet. Desuden blev Brunsbüttel udvidet ved indlemmelser af blandt andre Brunsbüttelkoog. I 2008 blev antallet af amter halveret, og samtlige kommuner bortset fra Norderwöhrden fulgte med deres gamle amt ind i et af de seks nye. Fortsat benævnes Heides omlands amt og Eiderens amt som «Amt KLG». Hägen blev indlemmet i Süderheistedt den 1. januar 2009.

## Byer og kommuner
(Indbyggertal pr. 2018-12-31
)
Byer og amtsfrie kommuner
|  | Amt                                       | Adm.centrum | Kommuner | Indbyggertal | Areal  | Kort |
|  | ----------------------------------------- | ----------- | -------- | ------------ | ------ | ---- |
|  | Burg-Sankt Michaelisdonn                  | Burg        | 14       | 15487        | 153.22 |      |
|  | Büsum-Wesselburen                         | Büsum       | 18       | 12839        | 143.75 |      |
|  | Amt Kirchspielslandgemeinden Eider        | Hennstedt   | 34       | 18510        | 361.26 |      |
|  | Amt Kirchspielslandgemeinde Heider Umland | Heide       | 11       | 15789        | 157.07 |      |
|  | Marne-Nordsee                             | Marne       | 13       | 13183        | 175.77 |      |
|  | Mitteldithmarschen                        | Meldorf     | 24       | 23164        | 339.61 |      |

Ditmarsken har et areal på 1.404,75 km2
og 136.829 indbyggere.

| Købsteder                                                 | Købsteder |
| --------------------------------------------------------- | --------- |
| - 1. Brunsbüttel, Stadt (12554) - 2. Heide, Stadt (21684) |           |

Amter med tilhørende kommuner og byer (* = angiver administrationsby)
| - 1. Amt Burg-Sankt Michaelisdonn (15487) 1. Averlak (557) 2. Brickeln (217) 3. Buchholz (996) 4. Burg (Dithmarschen)* (4142) 5. Dingen (628) 6. Eddelak (1335) 7. Eggstedt (763) 8. Frestedt (349) 9. Großenrade (462) 10. Hochdonn (1079) 11. Kuden (576) 12. Quickborn (189) 13. Sankt Michaelisdonn (3410) 14. Süderhastedt (784) - 2. Amt Büsum-Wesselburen (12839) 1. Büsum* (4928) 2. Büsumer Deichhausen (364) 3. Friedrichsgabekoog (53) 4. Hedwigenkoog (215) 5. Hellschen-Heringsand-Unterschaar (168) 6. Hillgroven (60) 7. Norddeich (417) 8. Oesterdeichstrich (262) 9. Oesterwurth (251) 10. Reinsbüttel (411) 11. Schülp (395) 12. Strübbel (89) 13. Süderdeich (471) 14. Warwerort (234) 15. Wesselburen, Stadt (3372) 16. Wesselburener Deichhausen (107) 17. Wesselburenerkoog (175) 18. Westerdeichstrich (867) - 3. Amt Kirchspielslandgemeinde Heider Umland (15789) [Amtssæde: Heide] 1. Hemmingstedt (2873) 2. Lieth (385) 3. Lohe-Rickelshof (2094) 4. Neuenkirchen (940) 5. Norderwöhrden (261) 6. Nordhastedt (2844) 7. Ostrohe (937) 8. Stelle-Wittenwurth (426) 9. Weddingstedt (2303) 10. Wesseln (1447) 11. Wöhrden (1279) | - 4. Amt Kirchspielslandgemeinden Eider (18510) 1. Barkenholm (166) 2. Bergewöhrden (37) 3. Dellstedt (745) 4. Delve (700) 5. Dörpling (624) 6. Fedderingen (279) 7. Gaushorn (167) 8. Glüsing (112) 9. Groven (72) 10. Hemme (512) 11. Hennstedt* (1931) 12. Hollingstedt (291) 13. Hövede (60) 14. Karolinenkoog (145) 15. Kleve (400) 16. Krempel (615) 17. Lehe (1100) 18. Linden (864) 19. Lunden (1702) 20. Norderheistedt (149) 21. Pahlen (1149) 22. Rehm-Flehde-Bargen (508) 23. Sankt Annen (331) 24. Schalkholz (585) 25. Schlichting (223) 26. Süderdorf (346) 27. Süderheistedt (522) 28. Tellingstedt (2628) 29. Tielenhemme (172) 30. Wallen (32) 31. Welmbüttel (422) 32. Westerborstel (93) 33. Wiemerstedt (151) 34. Wrohm (677) | - 5. Amt Marne-Nordsee (13183) 1. Diekhusen-Fahrstedt (704) 2. Friedrichskoog (2574) 3. Helse (829) 4. Kaiser-Wilhelm-Koog (354) 5. Kronprinzenkoog (817) 6. Marne*, Stadt (5858) 7. Marnerdeich (402) 8. Neufeld (595) 9. Neufelderkoog (126) 10. Ramhusen (161) 11. Schmedeswurth (176) 12. Trennewurth(243) 13. Volsemenhusen (344) - 6. Amt Mitteldithmarschen (23164) 1. Albersdorf (3670) 2. Arkebek (226) 3. Bargenstedt (964) 4. Barlt (763) 5. Bunsoh (793) 6. Busenwurth (312) 7. Elpersbüttel (867) 8. Epenwöhrden (776) 9. Gudendorf (391) 10. Immenstedt (102) 11. Krumstedt (495) 12. Meldorf*, Stadt (7204) 13. Nindorf (1132) 14. Nordermeldorf (591) 15. Odderade (332) 16. Offenbüttel (256) 17. Osterrade (412) 18. Sarzbüttel (692) 19. Schafstedt (1262) 20. Schrum (63) 21. Tensbüttel-Röst (666) 22. Wennbüttel (91) 23. Windbergen (781) 24. Wolmersdorf (323) |

## Kultur
Menneskene i Ditmarsken har altid været stolte af deres kultur. I de seneste årtier er mange traditioner blevet genoplivet, og nye arrangementer er blevet grundlagt. Det kan ofte være vanskeligt at skelne mellem tiltag inspirerede af traditionen fra de, som er fostret af den voksende turisme.
Traditionelle begivenheder i mindre landsbyer er blandt andet Rolandreiten, Ringreiten, Vogelschießen, og Klootschieten. I Heide hedder den traditionelle festival Hohnbeer, i Nordhastedt har man Frunsbeer. I de sidste årtier har man fokuseret på kåldagene for at fremme turismen. Disse dage starter med høsten i kålhaverne og skal være en slags genoplivning af de gamle markeder i Heide i middelalderen, men denne festival er faktisk genoptaget i slutningen af 1900-tallet. I Büsum afholder man trawlerregattaer.
Traditinelle retter inkluderer dithmarscher Mehlbeutel, Schwarzsauer, Flötesuppe med Klüten, og brødpudding med rejer. Siden slutningen af 1800-tallet har kål været en vigtig del af maden. I Nordtyskland er Ditmarsken velkendt for sit øl, Dithmarscher Pilsener, brygget på Karl Hintz Bryggeri i Marne.

### Sprog
Højtysk er i dag det dominerende sprog, men den holsteinske version af plattysk har fortsat en plads i dagligsproget. Indtil 1960-erne var plattysk det dominerende sprog i daglig kommunikation, og ditmarskere født før 1960 anser fortsat plattysk for at være deres modersmål. Plattysk er mere almindeligt på landet end i byerne og tales som regel af ældre ditmarskere.
Den mest kendte forfatter af "højere litteratur" på plattysk var Klaus Groth fra Heide. Den mest kendte plattyske i Tyskland i dag er nok Wilhelm Wieben, tidligere programleder på det populære, tyske program Tagesschau. Han laver i dag lydbøger på plattysk.

### Arkitektur
Ditmarsken var længe præget af kirker bygget i sten med høje tårne og spir. Paladser blev aldrig bygget i den rurale bonderepublik. Nogle få slotte blev bygget, men disse spillede kun en lille rolle og er for længe siden blevet ruiner. Kirker var derimod symboler på det åndelige, ordets kraft. Bonderepublikken Ditmarsken var tidligt inddelt i kirkesogne ("Kirchspiele"), og disse var organiseret ud fra kirkerne.
Kirkerne i Ditmarsken havde ikke kun en religiøs funktion; de var også politiske mødesteder og var således en form for lokale tingsteder. Forvaltningen af det åndelige og det politiske blev gjort af de samme personer på det samme sted, så det var ikke noget behov for andre administrationscentre. Politisk og religiøst liv i Ditmarsken var samlet indtil Slesvig-Holstens indlemmelse i Preussen i 1867.
I det flade marsklandskab, som præger Ditmarsken, kan man ofte se kirketårne, som ligger mere end én mil borte. Kirkerne er byggede på de højeste punkter i terrænet af sikkerhedshensyn, blandt andet i landsbyer som Wesselburen, Maren og Wöhrden. Landsbyernes gader fører til et fælles punkt midt i byen, den gamle kirke, og dette giver landsbyerne en særlig karakter. Ældre huse er undertiden blevet fjernet for at give plads til kirkerne. Flere steder har man også bygget andre huse helt ind til kirkerne for at beskytte de ærværdige kirker mod oversvømmelser, som forekom ofte i middelalderens Ditmarsken.
Den vigtigste kirke i Ditmarsken var den såkaldte Meldorf-katedral. Mellem det 9. og 11. århundrede var den den eneste kirke i Ditmarsken, og én af de få nord for Elben. I middelalderen var stedet omkring denne kirke det vigtigste mødested i Ditmarsken, og Meldorf var det eneste sted, som var organiseret som en by. Selv efter, at det politiske center blev flyttet til Heide, fortsatte Meldorf-katedralen med at være det vigtigste religiøse sted i Ditmarsken. Reformationen kom til Ditmarsken i 1524 og begyndte ved Meldorf-katedralen.
Nutidens kirke i Meldorf blev bygget i det 14. århundrede. Selv om ydersiden for det meste er ombygget, kan man fortsat se den gotiske arkitektur indvendigt. De gotiske udsmykninger i kirken skriver sig fra perioden 1250–1300. Malerierne er nogen af de mest storslagne i hele Holsten, hvilket giver et indtryk af fordums storhed og rigdom i bonderepublikken.
St. Jürgens kirke i Heide opstod som et kapel i det 15. århundrede. På grund af konflikter i Ditmarsken mistede Meldorf sin rolle som det centrale mødested. Folket i nordre Ditmarsken begyndte at mødes "på heden" (tysk: "auf der Heide") i 1447, og senere oprettede man et politisk styreorgan for Ditmarsken, bestående af 48 repræsentanter fra de vigtigste familier i Ditmarsken. Denne forsamling mødtes regelmæssigt ved St. Jürgens kirke i Heide. Kirkens ydre er domineret af tårnet i senrenæssancestil, bygget i tre led af Johann Georg Schott i 1724.
St. Bartholomäuskirken i Wesselburen blev også bygget af Johann Georg Schott i perioden 1737–1738. Han konstruerede den barokke bygning på grundlag af resterne af ældre kirker i Wesselburen, hvilke var gået tabt under bybranden i Wesselburen i 1736. Løgkuplen på kirketårnet er meget usædvanlig i Nordtyskland.

## Økonomi
Ditmarskens økonomi udgøres stort set af turisme, landbrug og energiproduktion. Turisme er overvejende samlet omkring Büsum i nord og Friedrichskoog i syd. De fleste turister er børnefamilier, som kommer på badeferie på strandene ved Nordsøen. Et betydelig antal turister kommer også på cykelferie. Af de ca. 2. millioner turister, som besøger distriktet hvert år, er næsten alle fra resten af Tyskland.
I januar 2005 lå arbejdsløsheden på 17,4 %, hvilket er over gennemsnittet for Slesvig-Holsten (12,7 %). De største arbejdspladser i distriktet er Bayer i Brunsbüttel (med 1000 arbejdspladser), Sparkasse i Westholstein (600), Royal Dutch Shells raffinaderi i Hemmingstedt (570), trykkeriet Evers i Meldorf (560) og Beyschlag-fabrikken i Heide. Bundeswehr har en officersskole i Heide.
I de seneste år er antallet af personer, som bor i Ditmarsken, men som arbejder i Hamborg, vokset kraftigt. I 2002 drog 9.200 personer i Ditmarsken på arbejde uden for distriktet, og af disse pendlede 1.700 til Hamborg.

### Energi
Kommerciel udnyttelse af vindkraft i Tyskland startede i Ditmarsken. Tysklands første vindmøllepark blev åbnet i 1987 i Kaiser-Wilhelm-Koog. Den eksperimentelle GROWIAN (Große Windkraftanlage – stor vindmølle) stod der fra 1983 til 1987.
I Ditmarsken er der omkring 800 vindmøller, og næsten alle er placeret i moselandet. Bortset fra Büsum, hvor en lille flyveplads forhindrer eventuelle vindmøller, og naturreservatet ved Speicherkoog, findes der vindmøller langs hele kysten. I 2003 producerede vindmøllerne nok strøm til at dække ca. halvdelen af Ditmarskens strømbehov.
Oliefeltet Mittelplate, lige uden for Ditmarskens kyst, producerer 2 millioner ton petroleum, hvilket udgør ca. 54 % af den totale tyske produktion. Raffineriet i Hemmingstedt producerer omkring 4 millioner ton olie i året, dels fra Mittelplate, dels fra olie leveret via havnen i Brunsbüttel. Et oliefelt mellem Heide og Hemmingstedt var aktivt indtil 1991.
Atomkraftværket i Brunsbüttel er et af de ældste i Tyskland. Det har også det størst antal rapporterede ulykker og de længste perioder uden drift. Det skulle nedlægges i 2008.

### Turisme
Hovedattraktionerne for turister i Ditmarsken er nationalparkerne for Nordsøen og Vadehavet. Kredsen har rundt 10 kilometer med grønne strenge, og Büsum kan tilbyde sine kendte sandstrande. I 2003 opholdt 205.382 turister sig 1.173.205 nætter i Ditmarsken, de fleste af dem i Büsum (756.630 nætter), efterfulgt af Friedrichskoog (75.654 nætter) og Büsumer Deichhausen (33.811 nætter). Turismen har oplevet en nedgang de seneste år, men ikke så kraftig som på Slesvig-Holstens Østersø-kyst. Voksende konkurrence fra tidligere Østblok-lande og deres Østersø-kyster har haft mindre indvirkning på Ditmarsken, fordi kysterne er ganske forskellige.
Spørgsmålet om betaling for strandadgang har rejst en større debat i Ditmarsken. Büsum (med ca. 1 million strandbesøg hvert år) og Friedrichskoog (300.000) ønsker en sådan betaling indført. Imod er de mindre landsbyer i nærheden.
Turistindustrien i Ditmarsken prøver at variere turistmålene. Helse spiller stadig en større rolle i Tyskland, så gang- og cykelstier bliver stadig bygget. Dele af cykelruten ved Nordsø-kysten går gennem Ditmarsken. I østre Ditmarsken tilbyder man kano- og kajakture på Ejderen. Både politikere og rejsebureauer lægger vægt på områdets kulturelle og historiske rødder.

## Politik
Kredspolitikken domineres af CDU, SPD og lokale lister som KWV. Siden sammenlægningen af Nord- og Sydditmarsken i 1970 har Ditmarsken haft i alt tre kredsforstandere (Landräte), og tre kredspræsidenter (Kreispräsidenten). Samtlige indehavere af kredspræsident-stillingen har repræsenteret CDU. Kredsforstanderne plejer ikke at tilhøre noget politisk parti.

### Kredsforstandere (Landräte)
| Navn                | Fra              | Til             | Næringsvej |
| ------------------- | ---------------- | --------------- | ---------- |
| Karl-Heinrich Buhse | 29. maj 1970     | 31. maj 1986    | Jurist     |
| Hans-Jakob Tiessen  | 31. oktober 1986 | 31. januar 1996 | Jurist     |
| Dr. Jörn Klimant    | 1. juni 1996     |                 | Jurist     |

### Kredspræsidenter (Kreispräsidenten)
| Navn            | Fra             | Til                | Parti | Næringsvej |
| --------------- | --------------- | ------------------ | ----- | ---------- |
| Hermann Glüsing | 11. maj 1970    | 25. september 1981 | CDU   | Bonde      |
| Rolf Gosau      | 20. januar 1982 | 20. april 1998     | CDU   | Jordejer   |
| Karsten Peters  | 21. april 1998  |                    | CDU   | Rektor     |